# Прибытие поезда на вокзал Ла-Сьота
«Прибы́тие по́езда на вокза́л Ла-Сьота́» ( L’Arrivée d’un train en gare de la Ciotat) — немой документальный (из-за неожиданно пугающего эффекта, оказанного на зрителей, фильм иногда относят к жанру фильмов ужасов) короткометражный фильм 1896 года; один из первых фильмов, снятых и публично показанных братьями Люмьер. В русскоязычных источниках фильм также упоминается как «Прибытие поезда» и «Прибытие почтового поезда», самый знаменитый фильм братьев Люмьер. Вопреки расхожему заблуждению (которое попало даже в советский учебник по истории зарубежного кино) этот ролик не вошёл в программу первого платного киносеанса на бульваре Капуцинок в Париже, поскольку создан позднее. Премьера фильма состоялась  25 января 1896 года в Лионе.

## Сюжет
Несмотря на незамысловатость сюжета (на экране демонстрируется всего лишь остановка поезда у железнодорожной платформы вокзала города Ла-Сьота и движущиеся вдоль вагонов пассажиры), фильм приобрёл широкую известность. По свидетельствам (возможно, сильно преувеличенным), первый показ фильма вызвал панику среди публики, которая не была психологически готова воспринять «ожившее» изображение движущегося на зрителей поезда, показанного в натуральную величину. Одним из важнейших выразительных средств этого ролика стал непрерывный переход от общего к среднему и крупному планам при неподвижной камере.

## Значение
- Поскольку люди в кадре — друзья и родственники братьев Люмьер, которых они попросили приехать на поезде, порой этот фильм ошибочно называют первым в мире постановочным (игровым) фильмом, но премьера фильма «Политый поливальщик» (L’Arroseur arrosé) состоялась на 9 дней раньше.
- Фильм стал каноническим произведением кино благодаря тому, что впервые в истории выразительно передал на плоском экране движение в перспективе — поезд появлялся издалека, проходил наискось справа налево через весь экран на первый план и уходил за левый край экрана, создавая впечатление пространства. Кроме того, в этом фильме впервые в одном кадре были показаны съёмки людей общим, средним и крупным планом.
- Фильм создал первый «бродячий сюжет» немого кино и долгое время копировался операторами по всему миру, которые создавали свои версии того же сюжета на разных вокзалах. Например, Жорж Мельес в 1896 году сделал две версии этого сюжета — «Прибытие поезда на вокзал Жуэнвиля» (фр. Arrivée d’un train — Gare de Joinville) и «Прибытие поезда на станцию в Венсене» (фр. Arrivée d’un train gare de Vincennes), а неизвестный режиссёр из студии Байограф снял свою версию под названием «Прибытие тонкинского поезда».

## Различные версии фильма
- В коммерческом каталоге торгового дома Люмьер под номером 653 опубликована одна версия «прибытия поезда», датированная летом 1897 года[5]. Она опубликована в большинстве источников.
- Есть две другие версии, «не каталогизированные» (не в коммерческом каталоге), которые были найдены в архиве Люмьера историками.
- Одна из этих версий была снята в начале 1896 года, поскольку в газетной статье ««Le Cinématographe»» (опубликованной в La Science française, Paris, № 59, 13 марта 1896 г., стр. 89) было использовано 32 кадра оттуда. Возможно, эта версия была показана 25 января 1896 года в Лионе.
- Другой ненумерованный вариант, возможно, был ещё одним дублем номера 653, поскольку растительность в нём выглядит аналогично.

## Факты
- 6 мая 1897 года фильм демонстрировался в Москве в театре Солодовникова.
- Фильм упоминается в статье Максима Горького (опубликована под псевдонимом «M. Pacatus»), посвящённой первым киносеансам, организованным Шарлем Омоном на Нижегородской ярмарке[6]:

И вдруг что-то щёлкает, всё исчезает, и на экране является поезд железной дороги. Он мчится стрелой прямо на вас — берегитесь! Кажется, что вот-вот он ринется во тьму, в которой вы сидите, и превратит вас в рваный мешок кожи, полный измятого мяса и раздробленных костей, и разрушит, превратит в обломки и в пыль этот зал и это здание, где так много вина, женщин, музыки и порока.
- Фильм был переснят в анаглифическом стереоформате в 1934 году самим Луи Люмьером.
- Фрагменты из этого фильма вошли в советский фильм «Человек с бульвара Капуцинов», в котором иронично отражена история раннего кинематографа.
- Фильм был процитирован в фильме Мартина Скорсезе «Хранитель времени».
- В 34 серии мультсериала «Приключения отважных кузенов» (Country Mouse and City Mouse Adventures) главные герои мыши Эмили и Александр вместе с Рене Люмьер присутствовали на сеансе этого фильма.
- В мультсериале «Фиксики» фильм «Прибытие поезда» (наряду с фильмами «Волшебник страны Оз», «Политый поливальщик» и «Певец джаза») был показан в серии «Кино» в рубрике «История вещей». Сами фильмы были сделаны в стилистике двухмерных вставок «Фиксиков».
- Этот фильм появляется в заставке игры Sid Meier's Civilization V: Brave New World.
- 3 февраля 2020 года Денис Ширяев, автор Telegram-канала «Denis Sexy IT», опубликовал улучшенную с помощью нейросети до разрешения 4К версию фильма[7]. 31 мая 2021 года она была скрыта с YouTube-канала Дениса Ширяева из-за судебной претензии Института Люмьер. Суть судебной претензии заключается в том, что лента ещё не стала общественным достоянием: это случится в 2024 году[8].

## Признание
«Прибытие поезда» вошло в список «Самых страшных сцен кинематографа» по версии сайта Filmsite.org.